# Matthias Numsen Blytt
Matthias Numsen Blytt (født 26. april 1789 i Overhalla, død 26. juli 1862 i Christiania) var en norsk botaniker.
Han rejste rundt i Norge for at undersøge floraen og samlede sit arbejde i Norges Flora. Første del af værket udkom i 1861. De to næste bind blev udgivet af hans søn, Axel Gudbrand Blytt, som også var en indflydelsesrig botaniker.
Han samlede også et stort herbarium, og byttede eksemplarer med kollegaer i andre lande. Blytt var fra 1837 professor i botanik ved Universitetet i Oslo og bestyrer af universitets botaniske have. Universitetets botaniske museum blev grundlagt efter at universitetet havde købt hans herbarium.
Henrik Wergeland læste botanik, men da han studerede medicin i et par år i 1834-36, havde han Blytt som privatlærer i botanik. To af hans digte er tilegnet Blytt. Det ene hedder Til Sylvan En Botaniker, og fortæller hvordan de fandt hinanden i kærlighed til blomsterne.